# Jartsiz Vtorói
Jartsiz Vtorói (del ruso: Харциз Второй) es un seló del distrito de Lázarevskoye de la unidad municipal de la ciudad de Sochi del krai de Krasnodar, en el sur de Rusia. Está situado en la orilla izquierda del valle del río Shajé, en las laderas nordeste del monte Strazhenaya (650 m), 25 km al noroeste de Sochi y 146 km al sureste de Krasnodar, la capital del krai. Tenía 156 habitantes en 2010.
Pertenece al ókrug rural Solojaúlski.

## Historia
Del 26 de diciembre de 1962 al 12 de enero de 1965 formó parte del raión de Tuapsé, por la disolución del raión de Lázarevskoye.

## Lugares de interés
La localidad está rodeada de montes boscosos que hacen de ella un agradable destino turístico. En las inmediaciones del seló hay plantaciones de té de Krasnodar.

## Transporte
Desde Solojaúl, 6 km al este, salen los autobuses nº145 a Dagomýs (a 24 km) , donde se halla una estación de la línea Tuapsé-Sujumi de la red del ferrocarril del Cáucaso Norte y la carretera federal M27 Dzhubga-frontera abjasa, y nº154 a Sochi (estación de ferrocarril).